# UFC on ABC: Whittaker vs. Aliskerov
UFC on ABC: Whittaker vs. Aliskerov (también conocido como UFC on ABC 6) fue un evento de artes marciales mixtas producido por Ultimate Fighting Championship que se llevó a cabo el 22 de junio de 2024, en el Kingdom Arena en Riad, Arabia Saudita.

## Antecedentes

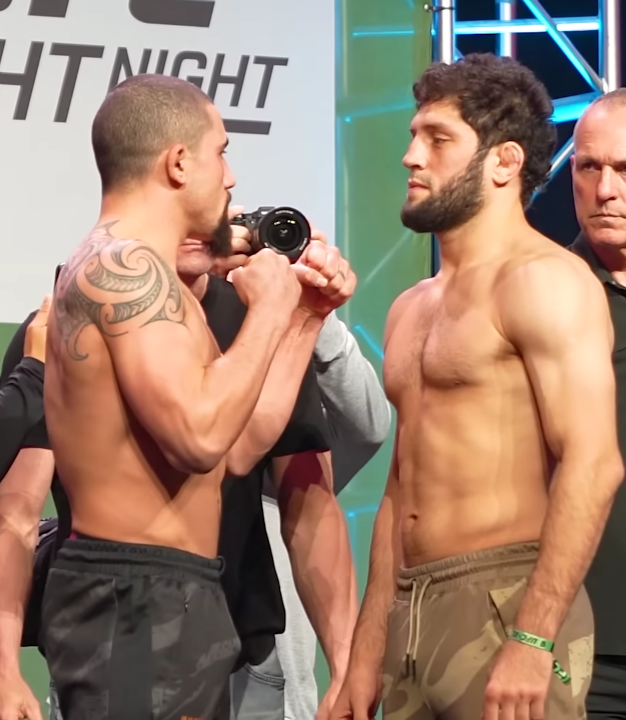
Whittaker y Aliskerov cara a cara

Originalmente se esperaba que la promoción hiciera su debut en Arabia Saudita en un evento el 2 de marzo de 2024, pero el 24 de enero, el presidente de la Autoridad General de Entretenimiento de Arabia Saudita, Turki Alalshikh, anunció que el evento se había pospuesto oficialmente hasta esta fecha.  citando que "se tomó la decisión de reprogramar para garantizar que el mejor calibre de talento esté disponible para participar".
Se esperaba que una eliminatoria por el título de peso mediano entre el ex-Campeón Mundial de Peso Mediano de UFC (además de ganador del torneo de peso wélter de The Ultimate Fighter: The Smashes) Robert Whittaker y Khamzat Chimaev encabece el evento. Sin embargo, Chimaev se retiró del evento por razones médicas y fue reemplazado por Ikram Aliskerov, que estaba programado para pelear una semana antes en UFC on ESPN: Perez vs. Taira.
Se esperaba que una pelea de peso mediano entre Sharabutdin Magomedov y Ihor Potieria tuviera lugar en el evento. Sin embargo, Potieria fue retirado para enfrentar a Michel Pereira en UFC 301. Fue reemplazado por el recién llegado Joilton Lutterbach. A su vez, Lutterbach fue retirado el 19 de junio por la comisión antidopaje debido a una sustancia encontrada en su orina y reemplazado por Antonio Trocoli, quien estaba programado para enfrentarse a Aliskerov una semana antes.
Se esperaba que Said Nurmagomedov enfrentara a Montel Jackson en una pelea de peso gallo. Sin embargo, se retiró por razones no divulgadas y fue reemplazado por Farid Basharat. A su vez, se reportó que Basharat era incapaz de competir por una lesión y la pelea fue cancelada.
Estaba previsto que Abu Azaitar se enfrentara a Denis Tiuliulin en una pelea de peso mediano. Sin embargo, Azaitar fue reemplazado por Sedriques Dumas debido a una lesión. A su vez, la pelea entre Dumas y Tiuliulin ha sido pospuesta para otra fecha por motivos de vuelo relacionados con Dumas.
Una pelea de peso pluma entre Muhammad Naimov y Melsik Baghdasaryan estaba programada para llevarse a cabo en la cartelera principal. Sin embargo,  Baghdasaryan se retiró durante la semana del evento por un desgarro en su hombro izquierdo. Fue reemplazado por Felipe Lima.
El ex retador interino del Campeonato de Peso Mediano de UFC (también ganador de peso mediano de The Ultimate Fighter: Team Jones vs. Team Sonnen) Kelvin Gastelum y Daniel Rodríguez originalmente estaban programados para enfrentarse en una pelea de peso welter, pero se cambió a peso mediano durante la semana de la pelea ya que Gastelum tuvo problemas para cortar peso.

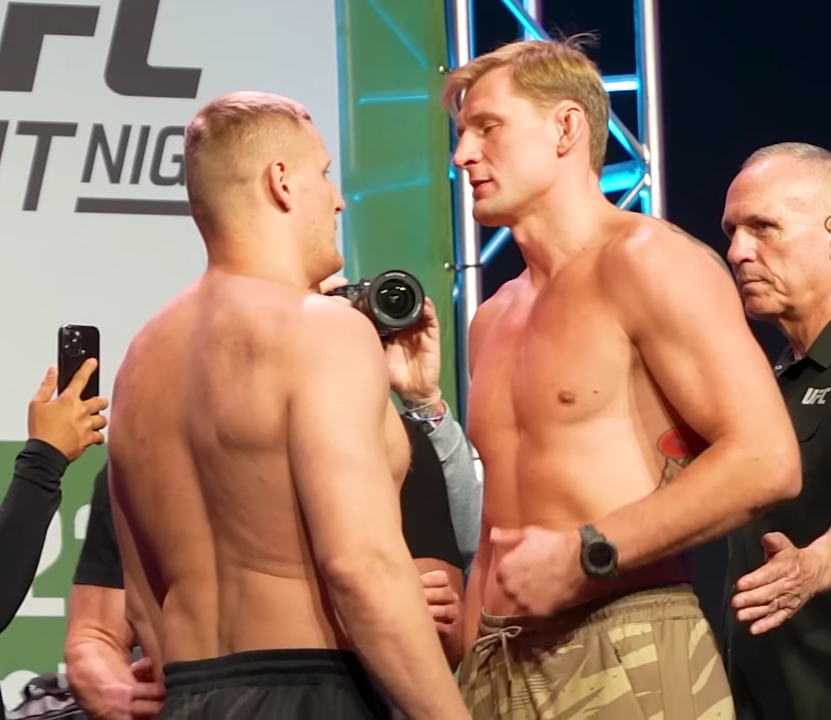
Pavlovich y Volkov cara a cara
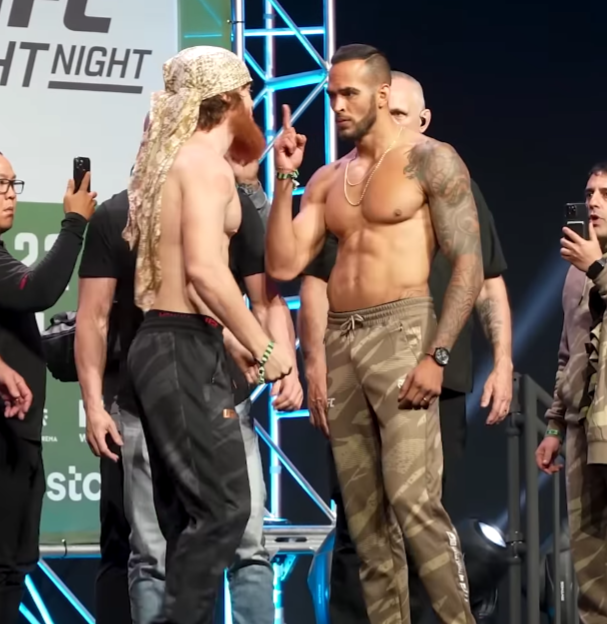
Magomedov y Trócoli cara a cara

## Resultados
1. ↑  Road to UFC Temporada 2 Torneo de Peso Gallo Final.

## Bonificaciones
Los siguientes peleadores recibieron bonos de $50.000:
- Pelea de la Noche: No se otorgaron bonos.
- Actuación de la Noche: Robert Whittaker, Volkan Oezdemir, Sharabutdin Magomedov, y Felipe Lima